# Cimetière roumain de Soultzmatt
Pour un article plus général, voir Sites funéraires et mémoriels de la Première Guerre mondiale (Front Ouest).

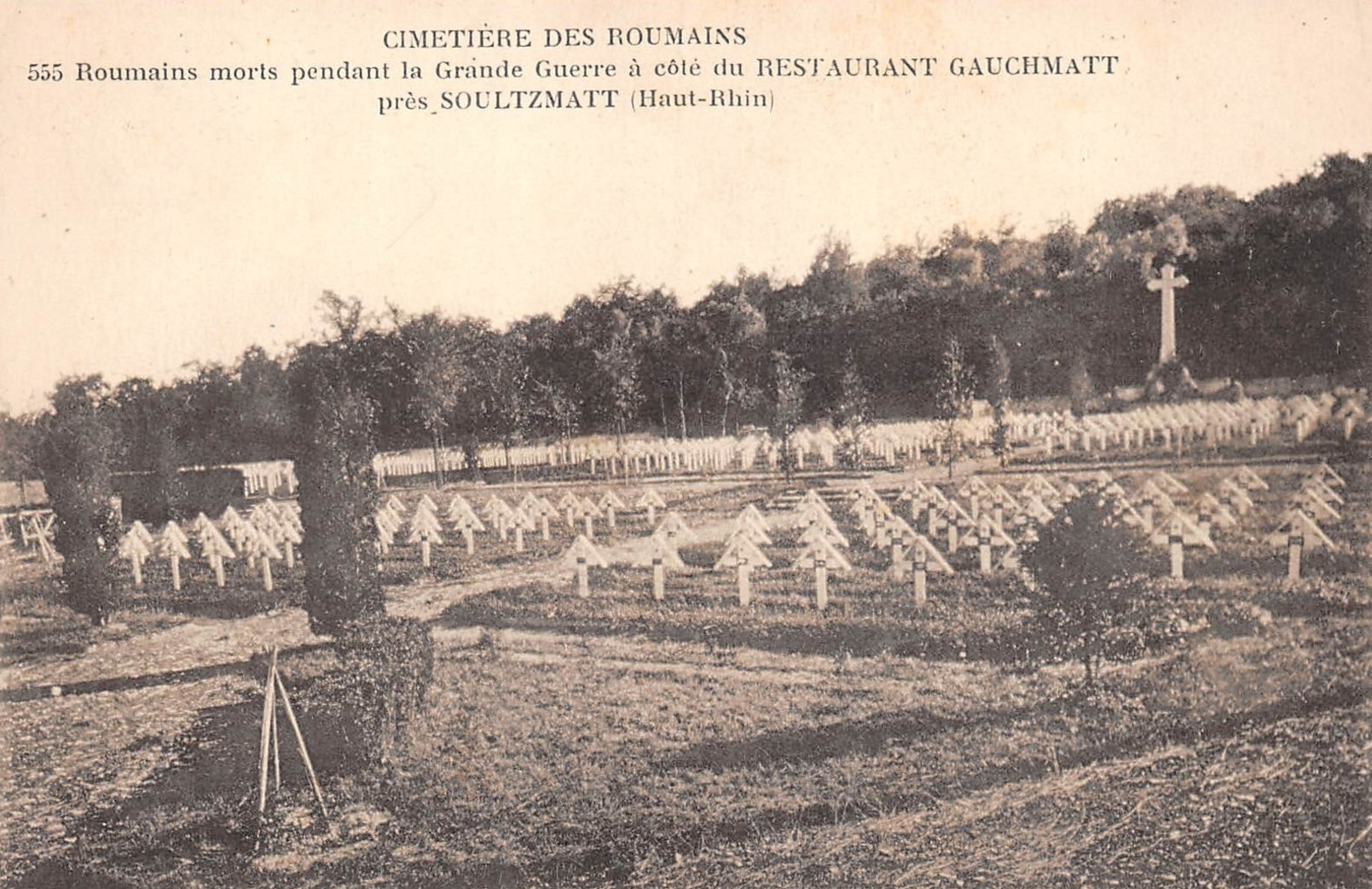
Nécropole Soutlzmatt

Le cimetière roumain de Soultzmatt est un cimetière militaire classé monument historique et situé à Soultzmatt, dans le département français du Haut-Rhin.

## Localisation
Le cimetière roumain de Soultzmatt a été aménagé au Schaefertal (Val du Pâtre) en l'année 1920, dans la forêt de cette petite commune du Haut-Rhin située au pied des Vosges, proche de Colmar et de Strasbourg. L'emplacement choisi, sur le col qui relie Soultzmatt et le Florival, correspond à celui du « camp du Prince-héritier » (Kronprinzläger), un camp de repos aménagé au début de la Première Guerre mondiale pour les soldats allemands et qui, à partir du début de 1917, servit de camp de prisonniers pour les soldats roumains,.

## Historique
Après l’entrée en guerre de la Roumanie aux côtés des Alliés, son armée subit de lourdes pertes, d'abord en septembre 1916 (28 000 prisonniers à la bataille de Turtucaia), puis en novembre de la même année (19 527 prisonniers capturés par la Xe armée allemande).Les captifs sont répartis entre les armées allemande, bulgare et turque et le contingent assigné aux Allemands est acheminé vers la province allemande située le plus à l’ouest, l’Alsace.
« Au début de la Première Guerre mondiale, les troupes allemandes ont déboisé une partie de la forêt à l’ouest de Soultzmatt pour construire des abris et des installations militaires. A 500 mètres environ au nord de la chapelle, et près de l’auberge du lieu-dit Gauchmatt, les Allemands ont érigé un camp militaire. Situé dans une clairière, ce camp, dénommé « Kronprinzlager », est entouré de fils de fer barbelé. Il est utilisé par les troupes allemandes qui y viennent au repos toutes les trois semaines par roulement, après avoir été engagées sur le front franco-allemand des Vosges. Ce front est stabilisé à une dizaine de kilomètres à l’ouest de Soultzmatt depuis les combats de juin 1915 à l’Hilsenfirst et ceux de juillet 1915 sur le Linge. Le camp du « Kronprinz » est occupé en permanence par environ 500 soldats allemands et deux batteries de ballons captifs. Il est camouflé pour ne pas être repéré par l’aviation française. Un commandement local (Ortskommandatur) est installé à Soultzmatt pour y régler le passage et le cantonnement des troupes allemandes. Dans la localité sont cantonnés un détachement de police et une compagnie d’infanterie, qui occupent l’école de garçons, des granges réquisitionnées et les deux usines textiles.
Au début de 1917, par un froid rigoureux, les habitants de Soultzmatt voient arriver des soldats roumains exténués et amaigris. Escortés par des soldats du Landsturm, baïonnette au canon, ils viennent à pied de Rouffach. La plupart de ces soldats sont dirigés vers le camp du Val du Pâtre tandis qu’une vingtaine d’entre eux sont logés provisoirement dans une usine textile. « Les gosses, parfois, jettent un croûton, une pomme de terre dans les ouvertures béantes des poches de capote. L’ordre vient, inexorable, et les gosses sont chassés. L’un d’eux, qui s’obstine, giflé par un sous-officier, se sauve en hurlant. Alors ces croûtons, ces pommes de terre, les gosses les cachent dans les trous des murs. Les plus épuisés des Roumains, ceux qui traînent derrière la colonne, comme pour se soutenir, tâtent les pierres disjointes et sondent les fissures. L’un d’eux, que je verrai jusqu’au fond de l’éternité, ramène d’une cachette une pomme de terre crue qu’il mord gloutonnement » [Benjamin VALLOTTON, Les prisonniers roumains en Alsace, in Alsace française, 5 et 12 octobre 1930, p. 334].
Les habitants de Soultzmatt ont remarqué que, lorsque les morts roumains sont descendus au village en vue de leur inhumation, les porteurs s’arrêtent sur le chemin de la Chapelle à un endroit où sont déposés les immondices du village et cherchent rapidement, malgré les insultes et les coups de crosse des gardiens, à récupérer quelque chose dans les ordures. Ils arrachent de l’herbe pour la consommer avidement. Ce comportement des soldats roumains en dit long sur leur sous-alimentation. Très rapidement, des habitants de Soultzmatt, heureusement nombreux, déposent du pain et de la nourriture consommable sur la décharge publique pour que les prisonniers de guerre roumains puissent trouver à manger le lendemain lors de leur passage. A part les enfants, personne n’ose se risquer à remettre directement de la nourriture aux Roumains tellement la population a peur des mauvaises réactions des Allemands. Des témoins oculaires ont affirmé en 1919 à M. Max Dollfus, président du comité d’Alsace des tombes roumaines, que les soldats roumains sont morts de faim tandis que les vivres qui leur étaient destinés étaient consommés par leurs gardiens dans l’auberge de la Gauchmatt, voisine du cimetière actuel [Le Temps, Paris, 23 mai 1924]. Vingt-sept familles de Soultzmatt, dont la liste est conservée dans les archives municipales, ont contribué par leurs dons de nourriture, à la survie des prisonniers de guerre roumains. Cette liste a été dénommée liste de « soulagement des prisonniers roumains » [Archives municipales de Soultzmatt, Carton M 65].
Un travail harassant, une nourriture insuffisante et des conditions de détention inhumaines réduisent rapidement les prisonniers à l'état de squelettes, tandis que le froid entraîne plusieurs vagues de décès. 125 d'entre eux meurent ainsi de froid dans la nuit du 27 au 28 janvier 1917.Parmi les victimes on notera surtout la présence d’un grand nombre de soldats issus du 56e régiment d’infanterie de l’armée roumaine, 15 hommes au total.
Sur un terrain offert par la commune en 1919, la Roumanie construit, entre 1919 et 1920, un cimetière destiné à recueillir les dépouilles des soldats décédés pendant leur captivité en Alsace. 
En 1919, 25 travailleurs chinois ont ainsi été mis à disposition de la commune de Soultzmatt pour la réalisation du cimetière roumain. Que sont-ils devenus ? Mystère… De leur passage ne restent que des livrets avec leurs photos, conservés à la mairie. 
Le cimetière sera consacré le 9 avril 1922, en présence du roi Ferdinand Ier et la reine Marie,. 
Aujourd'hui les liens d'amitié avec la communauté roumaine et les habitants de la commune restent forts. 
Au sortir de la Guerre en 1924, le roi de Roumanie Ferdinand Ier et la reine Marie viennent se recueillir à Soultzmatt ; la reine est accompagnée d'enfants qui fleurissent les tombes des soldats décimés.  
Le cimetière et son monument font l'objet d'un classement au titre des monuments historiques depuis 2017. Du fait de son époque de réalisation, il bénéficie également du label « Patrimoine du XXe siècle ».

## Architecture
Une statue de bronze fondue à Bucarest et représentant une femme « priant, attendant, espérant » a été installée sur le site en 1933. 
Les croix en bois du cimetière furent changées en 1933, et la statue à l'effigie de la reine Marie fut implantée et inaugurée en 1936 lors d'une visite par le couple royal.
Plusieurs plaques rappellent « la faim, les privations, les tortures » et le calvaire, des « 2 344 prisonniers de guerre roumains morts dans les camps allemands d'Alsace et de Lorraine en 1917 et 1918 », ainsi que « la mémoire des Alsaciens et Lorrains qui les ont aidés à survivre ».
Épitaphe : « Soldats roumains, loin de votre patrie pour laquelle vous vous êtes sacrifiés, reposez en paix, auréolés de gloire, dans cette terre qui ne vous est pas étrangère; Marie, Reine de Roumanie. »

## Commémorations
À l'occasion des cérémonies du centenaire le 29 septembre 2018, la Princesse Margareta (« Majestatea Sa Margareta Custodele Coroanei române »), de mère française, et le Prince Radu Duda,  se rendent à Soultzmatt. Puis à l'issue d'une première cérémonie sur la place devant la mairie, ils sont promus citoyens d’honneur. Dans l'après-midi,  un service religieux est célébré au cimetière roumain par le métropolite Josef. A cette occasion, deux arbres sont plantés par la Princesse et le Prince Radu en tenue d'officier militaire, en mémoire des défunts en présence du sous-préfet de Guebwiller, du maire de Soultzmatt Paul DIRINGER, du consul de Roumanie (représentant l'Ambassadeur), de l'attaché militaire de l'ambassade de Roumanie, d'un officier de la police roumaine, d'un officier français diplômé de la promotion ORSEM 2016 Emile Driant, invité par l'attaché militaire, d'une conseillère départementale, et d'autorités de la commune de Sibiu en Roumanie. Citation (confidentielle à l'officier français présent) du Prince Radu après le lâcher de ballons en fin de cérémonie : « C'est par ces moments de commémorations qui nous réunissent que nous construisons l'Europe de la paix. »
Chaque année une cérémonie est organisée sur le site, en mémoire des victimes une divine liturgie est célébrée,  en présence de l'attaché militaire de l'ambassade de Roumanie, le Maire de la commune, le consul roumain, Le Métropolite.
Lors des cérémonies on remarque la présence de famille, de personnes vêtues de costume traditionnel roumain, et des jeunes enfants (leur présence est relatée de manière permanente depuis le début de cette tragédie), puis à l'issue des cérémonies, on donne lieu à un moment de retrouvailles champêtre et convivial.
Le 19 juin 2021 la célébration liturgique réalisée par le Métropolite Josef a eu lieu dans la chapelle du Schaefertal, en langues roumaine et française.

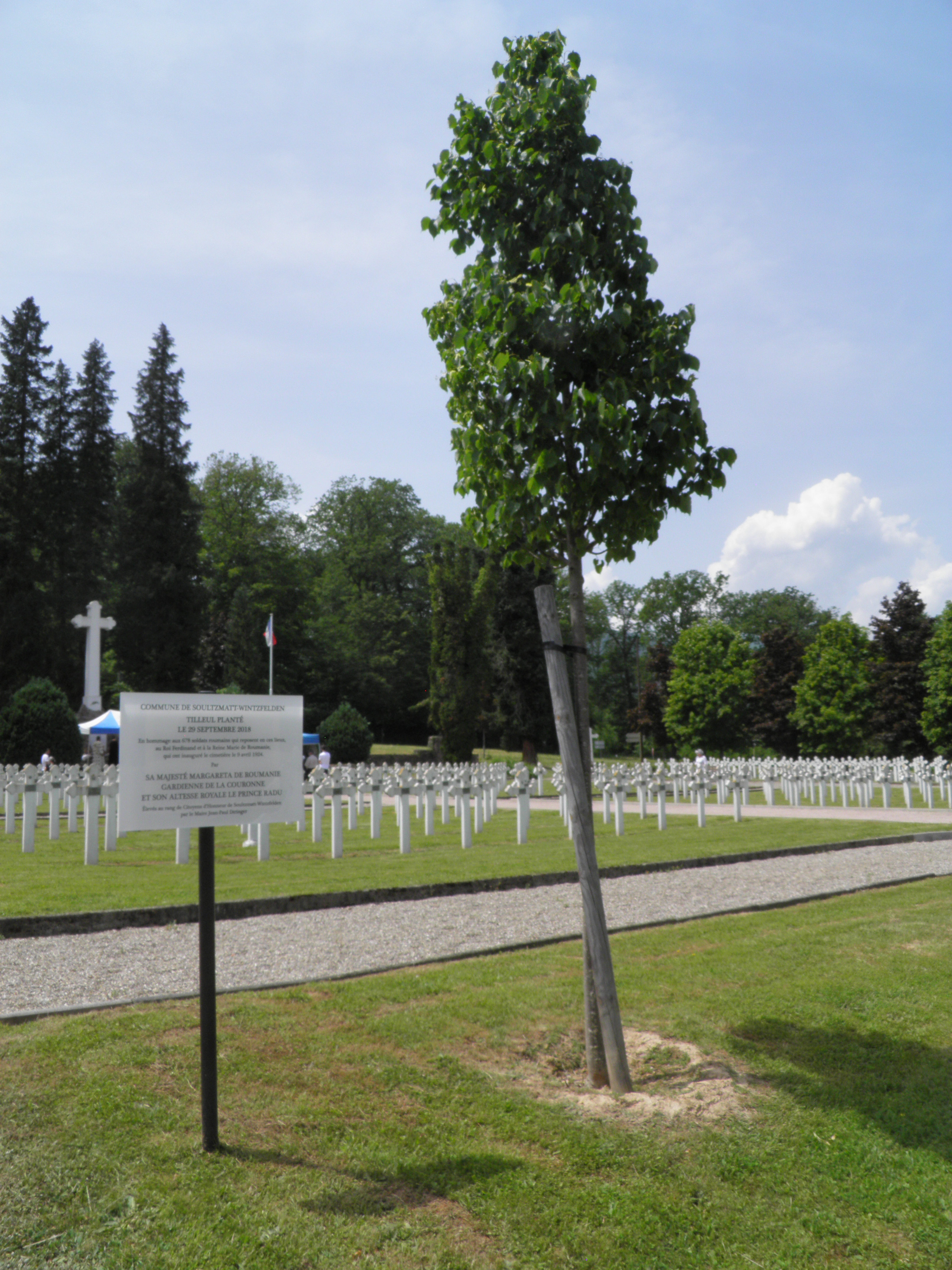
Tilleul planté en 2018

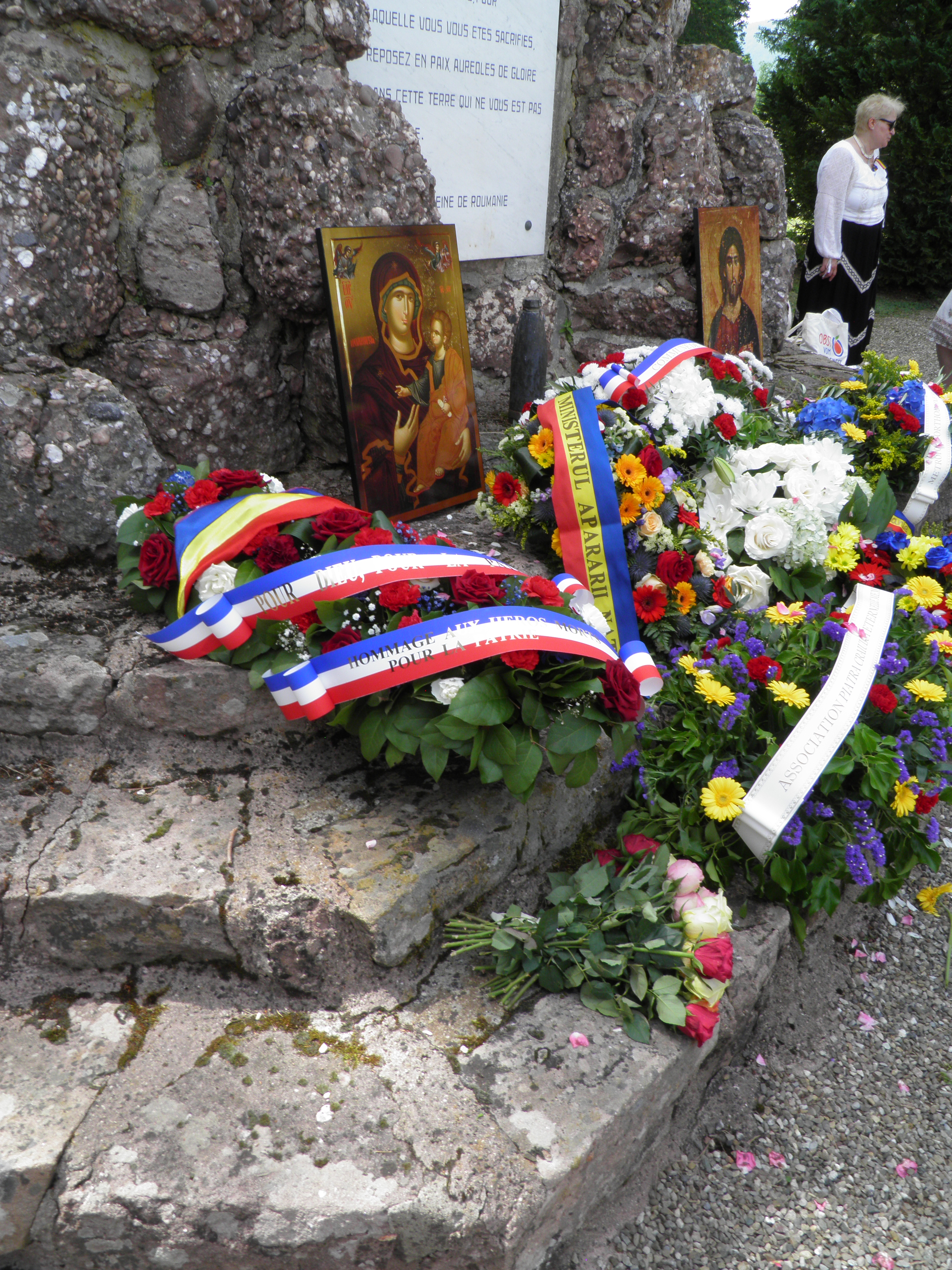
cérémonie du 19 juin 2021